# Crudia wrayi
Crudia wrayi är en ärtväxtart som beskrevs av David Prain. Crudia wrayi ingår i släktet Crudia, och familjen ärtväxter. Inga underarter finns listade i Catalogue of Life.